# Абловил
Абловил (фр. Habloville) насеље је и општина у северној Француској у региону Доња Нормандија, у департману Орн која припада префектури Аржантан.
По подацима из 2011. године у општини је живело 318 становника, а густина насељености је износила 27,18 становника/km². Општина се простире на површини од 11,7 km². Налази се на средњој надморској висини од 231 метар (максималној 252 m, а минималној 170 m).

## Демографија
| 1962. | 1968. | 1975. | 1982. | 1990. | 1999. | 2011. |
| ----- | ----- | ----- | ----- | ----- | ----- | ----- |
| 333   | 346   | 262   | 225   | 262   | 267   | 318   |

График промене броја становника у току последњих година